# Alf Westman
Alf Westman, född den 2 januari 1921 i Umeå, död 24 april 1998 i Umeå, var en svensk friidrottare (häcklöpning). Han tävlade för Stockholms Studenters IF och I20:s IF. År 1945 vann han SM-guld på 400 meter häck.